# Peters (California)
Peters es un lugar designado por el censo ubicado en el condado de San Joaquín en el estado estadounidense de California. En el año 2010 tenía una población de 672 habitantes.

## Geografía
Peters se encuentra ubicado en las coordenadas 37°58′32.68″N 121°2′36.34″O / 37.9757444, -121.0434278.